# Marc Dorcel
Marc Dorcel (nacido el 27 de marzo de 1938) es un realizador y productor francés de películas pornográficas. Es el fundador de la sociedad que lleva su nombre y que dirige junto a su hijo Gregory Dorcel (nacido el 17 de abril de 1974).
Rodó y produjo su primera película X en 1979.
Desde 2002 la empresa ha iniciado una modernización de sus contenidos, creando DorcelVision.com, Dorcelle.com, Dorcel Store y Dorcel TV.
Goza de gran popularidad en Francia.

## Inicios
Los inicios de Marc Dorcel poco tienen que ver con el porno. Su primer trabajo lo consigue como diseñador industrial en una empresa textil. Deseoso de ser su propio jefe crea en 1965 una empresa de transporte (Transports Dorcel) con la ayuda financiera de sus padres. A pesar de unos inicios prometedores, rápidamente los problemas se acumulan y decide echar el cierre.
En 1968, Marc Dorcel decide lanzarse en una nueva aventura, la edición de obras eróticas. Asociado con dos amigos crea Select Diffusion. El éxito es rotundo; Ursula, una de las obras editadas, vende 20.000 ejemplares en menos de tres meses. Sin embargo, la justicia acaba prohibiendo su difusión al considerarla contraria a las buenas costumbres de la época. Ya en los años 70, e inspirado por las fotonovelas eróticas que se importaban de los Estados Unidos, decide lanzar al mercado francés una obra de similares características. 
En 1979 da el paso al video. Produce y realiza así su primera película, Jolies petites garces. Rápidamente la cinta logra vender 4.000 copias, disparando los beneficios de la joven productora.

## Carrera como director
Como director, Marc Dorcel ha rodado 21 películas entre el año 1979 y el año 2002. Los títulos más destacados son Jolies petites garces (1979), Le parfum de Mathilde (1994), Le désir dans la peau (1996), L'empreinte du vice (1998) y Les 12 coups de minuit (2001).

## Carrera empresarial

### Las actrices Marc Dorcel
A semejanza de empresas como Vivid y sus Vivid girls, Dorcel se ha caracterizado por firmar contratos de exclusividad con determinadas actrices porno. Laure Sainclair fue la primera en 1996.
Lista de actrices exclusivas :
- De 1995 - 1997 Laure Sainclair
- 2002 – Mélanie Coste
- 2004 – Priscila Sol
- 2005 - Oksana
- 2006 - 2008 Yasmine
- 2007 - 2008 Melissa Lauren
- 2009 - Mía Vendôme
- 2010 - Jade Laroche
- 2011 - Anna Polina

Hasta 2006, las actrices elegidas eran siempre novatas en la industria.

### Dorcel TV
En marzo de 2006 Marc Dorcel lanzó Dorcel TV, una cadena para adultos para televisión por cable, satélite e internet. El director de programas es el realizador francés Fred Coppula.

### Dorcel Store
Alejadas del concepto sex shop las tiendas Dorcel son centros de entretenimiento sexy de un tamaño de 300 m². Ofrecen un catálogo de más de 2.500 productos.
Están abiertas a todos los públicos. Los productos más calientes están situados en una zona delimitada y reservada a los mayores de edad.
La primera Dorcel Store se abrió en Lanester, Bretaña, en septiembre de 2006. La segunda lo hizo en Nantes, casi dos años después. El objetivo de la empresa es abrir más tiendas en ciudades de tamaño medio a lo largo de la geografía francesa.